# Samouil Izountouemoi
Samouil Izountouemoi, född 30 januari 1999, är en svensk fotbollsspelare som spelar för FF Jaro.

## Karriär
Izountouemois moderklubb är IFK Aspudden-Tellus. Izountouemoi spelade därefter ungdomsfotboll i Hammarby IF, där han vann SM-guld med både U17- och U19-laget.
I januari 2019 värvades Izountouemoi av IK Frej, där han skrev på ett tvåårskontrakt. Izountouemoi gjorde sin Superettan-debut den 7 april 2019 i en 3–0-förlust mot Syrianska FC, där han blev inbytt i den 80:e minuten mot André Alsanti. Den 22 april 2019 gjorde Izountouemoi sitt första mål i en 3–2-vinst över Östers IF.
I januari 2021 värvades Izountouemoi av Dalkurd FF, där han skrev på ett tvåårskontrakt. I januari 2022 värvades Izountouemoi av IK Brage.
I augusti 2024 värvades Izountouemoi av Gefle IF, där han skrev på ett 1,5-årskontrakt. I januari 2025 skrev Izountouemoi på ett ettårskontrakt med finska FF Jaro.
Samouil Izountouemoi har en bror som också är fotbollsspelare. Han heter Iakovos Izountouemoi.